# 1696 w muzyce
Wydarzenia muzyczne w 1696 roku.

## Dzieła
- Henrico Albicastro – Il giardino armonico sacro-profano di dodici suonate in due parti, parte I dell’opera terza continente VI suonate a tre stromenti col basso per l’organo
- Heinrich Ignaz Biber – Harmonia artificioso-ariosa: diversi mode accordata
- John Blow – Ode on the Death of Purcell
- Dietrich Buxtehude – VII suonate, op. 2
- Marc-Antoine Charpentier – Ego mater agnitionis
- Johann Kuhnau – Frische Klavierfrüchte
- Henry Purcell – A Choice Collection of Lessons for the Harpsichord or Spinnet

## Dzieła operowe
- Tomaso Albinoni – Zenone, Imperator d'Oriente
- Giovanni Battista Bononcini – Il trionfo di Camilla
- John Eccles – The Loves of Mars and Venus
- Antonio Lotti – Tirsi
- Marin Marais – Ariane et Bacchus
- Bernardo Pasquini – Radamisto
- Alessandro Scarlatti – La Didone delirante

## Urodzili się
- 10 lutego – Johann Melchior Molter, niemiecki kompozytor (zm. 1765)
- 17 lutego – Ernst Gottlieb Baron, niemiecki kompozytor (zm. 1760)
- 2 kwietnia – Francesca Cuzzoni, włoska śpiewaczka (zm. 1778)
- 12 sierpnia – Maurice Greene, angielski kompozytor i organista (zm. 1755)

## Zmarli
- 25 lipca – Clamor Heinrich Abel, niemiecki kompozytor, skrzypek i organista (ur. 1634)
- sierpień – Thomas Tollet, irlandzki kompozytor i instrumentalista (rok urodzin nieznany)